# Francis May
Sir Francis Henry May, né le 10 août 1860 à Dublin et mort le 6 février 1922,, est un gouverneur colonial britannique.

## Biographie
Il est le fils de George May (en), Lord Chief Justice of Ireland (en), c'est-à-dire président de la Cour du banc du Roi d'Irlande. Il grandit et est scolarisé à Dublin avant d'intégrer l'administration coloniale de Hong Kong. Il y devient capitaine surintendant de la police de 1893 à 1902, et lutte activement contre la corruption de la police, avant d'être nommé secrétaire colonial de cette colonie de 1902 à 1910,,.

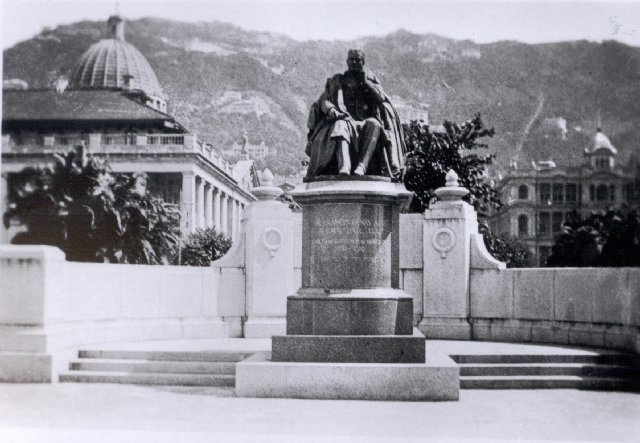
La statue de Francis May à Hong Kong, vers 1930.

Brièvement gouverneur des Fidji de 1910 à 1912, il est rappelé à Hong Kong en 1912 pour y être nommé gouverneur après la révolution chinoise de 1911. À son arrivée, il subit une tentative d'assassinat par arme à feu de la part du fils d'un hors-la-loi qu'il avant fait emprisonner lorsqu'il était policier; il n'est pas blessé, bien que la balle frôle son épouse,. Depuis Hong Kong, il fait par la suite envoyer aux Fidji des policiers sikhs de Hong Kong pour aider la police coloniale fidjienne. En janvier 1918, lorsqu'un suspect se barricade après avoir pris part au meurtre de cinq policiers, le gouverneur May vient personnellement sur les lieux pour tenter (sans succès) de négocier sa reddition. Il quitte la colonie à la fin de l'année, est fait chevalier grand croix de l'ordre de Saint-Michel et Saint-Georges, et prend sa retraite près de la petite ville de Clare dans le Suffolk, en Angleterre. Réalisée par Bertram Mackennal (en), une statue de bronze à son effigie sur Statue Square à Hong Kong le commémore, et la route May Road (en) est nommée en son honneur.